# Creo en America
"Creo en America" é uma canção do cantor argentino de música pop Diego Torres com a participação da cantora brasileira de axé music Ivete Sangalo e do grupo colombiano de hip hop Choc Quib Town. A canção foi gravada como tema oficial da Copa América 2011 e alcançou a primeira posição na Argentina por duas semanas.

## Composição e desenvolvimento
Composta e produzida por Diego Torres, a canção teve sua idealização quando o cantor foi convidado para criar um tema para a Copa América 2011, campeonato de futebol das Américas. Pouco tempo depois, a fim de retribuir o convite para cantar no álbum ao vivo, Diego convida a cantora brasileira Ivete Sangalo para gravar a canção com ele e, logo depois, o grupo colombiano de hip hop Choc Quib Town. A canção foi gravada na cidade de Miami, nos Estados Unidos, trazendo um mix de sons nativos e modernos misturados e uma composição que conta sobre unir a América como um único continente, sem diferenças.

## Posições
| Paradas (2011)      | Posições |
| ------------------- | -------- |
| Argentina (Top 100) | 1        |

## Histórico de Lançamento
| País      | Data                | Formato          | Gravadora       |
| --------- | ------------------- | ---------------- | --------------- |
| Mundo     | 31 de março de 2011 | download digital | Universal Music |
| Argentina | 1 de julho de 2011  | Airplay          | Universal Music |